# Herminia vicaria
Herminia vicaria är en fjärilsart som beskrevs av George Francis Hampson. Herminia vicaria ingår i släktet Herminia och familjen nattflyn. Inga underarter finns listade i Catalogue of Life.